# リチャード・イェーツ (作家)
リチャード・イェーツ（Richard Yates、1926年2月3日 – 1992年11月7日）は、20世紀半ばの「不安の時代」に属する米国の小説家。
長編小説第1作Revolutionary Road（家族の終わりに）は1962年度全米図書賞の最終候補となり、短編集第1作 Eleven Kinds of Lonelinessはジェイムズ・ジョイスに匹敵すると高い評価を得た。2008年、アカデミー賞にノミネートされたケイト・ウィンスレット主演映画「レボリューショナリー・ロード/燃え尽きるまで」の原作者として再度注目を浴びたとはいえ、生前は高い評価が商業的成功につながることはなかった。

## 生涯
イェーツはニューヨーク州ヨンカーズで生まれ、複雑な家庭環境の下に育った。両親は3歳の頃に離婚、少年時代は町から町を転々と移り住んでいる。ジャーナリズムや執筆に関心を持つようになったのは、コネチカット州エイヴォンのエイヴォン・オールド・ファームズ・スクールに通っていた頃だった。
エイヴォンを卒業後、イェーツは海軍に入隊し、第二次世界大戦中フランスとドイツで従軍した。1946年半ばにはニューヨークに帰還している。ニューヨークに戻ったイェーツは、ジャーナリスト、ゴーストライター(ロバート・ケネディ司法長官のスピーチ原稿を一時期書いていた)、レミントンランド社の広告ライターなどの仕事に就いた。小説家としてのキャリアは、1961年の「レボリューショナリー・ロード」出版に始まる。それに伴い、コロンビア大学、ニュースクール大学、ボストン大学 (原稿を所蔵)、アイオワ大学ライターズ・ワークショップ、ウィチタ州立大学、南カリフォルニア大学 (Master of Professional Writing Program)、そして、タスカルーサのアラバマ大学にて創作指導にあたった。1962年、ウィリアム・スタイロン原作Lie Down in Darknessの映画化にあたり、脚本を書いている。
1948年、イェーツはシーラ・ブライアントと結婚した。シーラはマージョリー・ギルフーリー・ブライアントと英国俳優チャールズ・ブライアント（サイレント映画女優アラ・ナジモヴァと長年一緒に暮らしていたことで有名）の娘である。リチャードとシーラの間にはシャロン、モニカの2人の娘が誕生したが、1959年に離婚した。1968年にマーシャ・スピアーと再婚し、ジーナという名の娘がいる。1992年、肺気腫および手術の副作用によりアラバマ州バーミングハムにて死去。

## 長編小説
イェーツの小説は、小説に自身の人生を反映させたかのように自伝的要素が強い。イェーツは1926年生まれで1943年には17歳だが、「A Good School」のウィリアム・グローヴも同年齢である。さらに1955年に29歳、これは「レボリューショナリー・ロード」のフランク・ウィーラーと同年齢。1962年に36歳、「イースター・パレード」のエミリー・グライムスと同年齢である。
長編小説第1作「レボリューショナリー・ロード」は全米図書賞の最終候補作である。同年度の候補作にウォーカー・パーシー「The Moviegoer」、同受賞作はジョセフ・ヘラー「キャッチ22」、サリンジャー「フラニーとゾーイー」であった。イェーツはカート・ヴォネガット、ドロシー・パーカー、ウィリアム・スタイロン、テネシー・ウィリアムズ、ジョン・チーヴァーといった、文学ジャンルの垣根を越えた多様な作家たちに擁護された。リアリズム作家としての独自性は、アンドレ・デビュース、レイモンド・カーヴァー、リチャード・フォードといった作家達にダイレクトな影響を与えた。
作家人生を通じて、その作品は概ね普遍的な絶賛を浴びた。しかし1冊の本が初版ハードカバーで12,000部を超えることはなかった。没後何年かその小説作品すべてが絶版に追いやられていたが、評価は没後実質的に高まり、以来作品の多くが新版で再発行された。この再評価の動きに大きく影響を与えたとされるのが、スチュワート・オーナンが1999年にボストン・レビューに発表したエッセイ"The Lost World of Richard Yates: How the great writer of the Age of Anxiety disappeared from print"(失われたリチャード・イェーツの世界：いかにして不安の時代を代表する偉大な作家の著作品が消滅したか)である。
没後にその人生と作品への関心が再燃するなか、2003年、ブレイク・ベイリーが初の綿密な伝記「A Tragic Honesty: The Life and Work of Richard Yates(トラジック・オネスティ：リチャード・イェーツの人と著作)」を出版した。2008年、映画監督サム・メンデスが、リチャード・イェーツ著「レボリューショナリー・ロード」（1961）をベースにした映画のメガホンをとる。映画「レボリューショナリー・ロード/燃え尽きるまで」はBAFTA、ゴールデン・グローブ賞、アカデミー賞その他にノミネートされた。本作でゴールデン・グローブ賞最優秀女優賞に輝いたケイト・ウィンスレットは、ここまで力強い小説を書いてくれ、ここまで強い役柄を女性に提供してくれたリチャード・イェーツに感謝したいと述べた。

## 短編小説
イェーツは短編作家としての評価も高い。
処女短編集「Eleven Kinds of Loneliness」刊行は、処女長編小説「レボリューショナリー・ロード」出版の1年後だった。これはジェイムス・ジョイスの「ダブリン市民」と好意的に比較され(短編のほとんどがジョイスのダブリンと対極にあるニューヨーク近辺が舞台だが)、認知度が低い割には、結果的に作家達の間でカルト的なステイタスを築くに至った。後年、ニューヨークタイムズのある書評は「守られた尊厳はごく微小、屈辱だけはやけに甚大といった、あわよくばクイーンズ区の分厚い電話帳でほぼランダムに選り抜けたかもしれない登場人物たちを容赦なく晒している」と本作品集を賞賛している。
短編集第2作「Liars in Love」が刊行されたのは、それから約20年後の1981年。本作品集も再び肯定的な賛辞を得る。クリストファー・リーマン−ハウはタイムの書評において「快作」と本作を称え、「本作品集の細部すべてが読後も生き生きと残る」と結んでいる。
にもかかわらず、イェーツの短編小説はたったの1篇しかニューヨーカーに掲載されたことがない(何度も拒絶された挙げ句)。しかも生前は1篇も掲載されなかった。問題の短編"The Canal" は、没後9年後に雑誌掲載となり、著者を追悼して刊行された「The Collected Stories of Richard Yates(リチャード・イェーツ短編選集)」（2001）に収録された経緯がある。選集は文学界でまたも大きな反響を呼んだ。

## 大衆文化
- リチャード・イェーツは性格俳優ジョン・レーシーの祖父にあたる。

映画関連
- 映画「Lonesome Jim」(2005)で、主人公がイェーツを好きな1作家として引用し、没後は著書が絶版になったとつけ加えている。
- ウディ・アレンの「ハンナとその姉妹」(1986)で、リー（バーバラ・ハーシー）がエリオット（マイケル・ケーン）に借りた「イースター・パレード」を返す時、すごい小説だと感想を述べる。

- ニック・ホーンビイの小説「A Long Way Down」(2005)に出てくる何人かの自殺者のうち一人が、死体と一緒に見つけてもらいたいがために「レボリューショナリー・ロード」を持ち歩いている[13]。
- タオ・リンによるメルヴィル・ハウス・パブリッシング刊の小説タイトルは「リチャード・イェーツ」（2010）である。
- アデル・ウォルドマンの小説「The Love Affairs of Nathaniel P.」(2013) は「レボリューショナリー・ロード」の影響を受けている[14]。

その他
- 歌手タニタ・チカランのアルバムタイトル「Eleven Kinds of Loneliness」 (1992)はイェーツの短編集から借用されている。
- 娘のジーナ・イェーツはニューメキシコ州アルバカーキにてヴィンテージ・ファッション・ブティック「Frock Star Vintage 」を経営している。
- 「となりのサインフェルド」において、エレイン・ベネスの父親アルトン・ベネスはリチャード・イェーツがモデルとなっている。ラリー・デヴィッドは実際に彼の娘モニカとデートをしたことがあり、エピソード「さようなら僕のジャケット」に描かれるスウェードのジャケット事件は本当にあった話[15]。

## 著作品・邦訳
- Revolutionary Road (1961)
  - 邦訳「家族の終わりに」村松潔訳、ヴィレッジブックス(2008-4) 「レボリューショナリー・ロード 燃え尽きるまで」村松潔訳、ヴィレッジブックス(2008-12-15) ISBN 978-4863321069
  - 「レボリューショナリー・ロード 燃え尽きるまで」青木千鶴訳　ハヤカワ文庫、2008
- Eleven Kinds of Loneliness (1962) (stories)
- A Special Providence (1969)
- Disturbing the Peace (1975)
- The Easter Parade (1976)
- A Good School (1978)
- Liars in Love (1981) (stories)
- Young Hearts Crying (1984)
- Cold Spring Harbor (1986)
- The Collected Stories of Richard Yates (2001)
- 邦訳「敗者の24時間」(短編)島田絵海訳、紀伊國屋書店アイフィール2000年春号所収(2000)

## 映画関連
- The Bridge at Remagen (「レマゲン鉄橋」(脚本) (1969)
- Lie Down In Darkness (脚本、非公開) (1985)
- Revolutionary Road (「レボリューショナリー・ロード/燃え尽きるまで」)(原作)(2008)

## 参照
1. ↑  Beattie, Ann (2001年5月6日). “Out of Oblivion / A writer rejoices that Richard Yates' stories are back in print”. The San Francisco Chronicle
2. ↑  "The Hum Inside the Skull, Revisited", The New York Times, 2005-01-16.  Retrieved on 2008-04-12.
3. ↑  TAO LIN ASKS, AND ANSWERS, FOUR QUESTIONS - THE RUMPUS
4. 1 2  A Tragic Honesty: The Life and Work of Richard Yates. 2003.
5. ↑  Bradfield, Scott. “Follow the long and revolutionary road”
6. ↑  Naparsteck, Martin, Richard Yates Up Close: The Writer and His Works, McFarland, Dec 22, 2011
7. ↑  Pace, Eric (1992年11月9日). “Richard Yates, Novelist, 66, Dies; Chronicler of Disappointed Lives”. The New York Times (The New York Times Company) 2008年3月31日閲覧。
8. ↑  Naparsteck, Martin (2012). Richard Yates Up Close. NC, uSA: McFarland. pp. 15. ISBN 978-0-7864-6059-5
9. ↑  “A Fresh Twist in the Road For Novelist Richard Yates, a Specialist in Grim Irony, Late Fame's a Wicked Return”. Los Angeles Times. (July 9, 1989).
10. ↑  レボリューショナリー・ロード 燃え尽きるまで (2008) Awards - IMDb
11. ↑  Tower, Robert (1981年11月1日). “Richard Yates and His Unhappy People”. The New York Times
12. ↑  Lehmann-Haupt, Christopher (1981年10月15日). “Books of the Times”. The New York Times
13. ↑  Film Review: Revolutionary Road, Peter Bradshaw, Guardian, 2009 Jan 30
14. ↑  Williams, John (2013年7月17日). “Slippery Nate: Adelle Waldman Talks About ‘The Love Affairs of Nathaniel P.'”. The New York Times
15. ↑  (December 1, 2011). "Larry David's Rough Night Out With The Aging Literary Lion". The Awl. Retrieved on May 21, 2014

## 関連記事
- Mitgang, Herbert, "Moving the Story Along", The New York Times, October 28, 1984.
- O'Nan, Stewart, "The Lost World of Richard Yates: How the great writer of the Age of Anxiety disappeared from print", Boston Review, October/November, 1999
- Wood, James, "Out of the ashes: James Wood salutes Blake Bailey's generous biography of Richard Yates, A Tragic Honesty", The Guardian, Saturday September 25, 2004. Guardian article on Yates biography.
- Amidon, Stephen, "Movie May Renew Interest in Richard Yates", The Sunday Times, March 9, 2009.

Charlton-Jones, Kate, Dismembering the American Dream: the Life and Fiction of Richard Yates, The University of Alabama Press, Tuscaloosa, 2014